# Fíneus

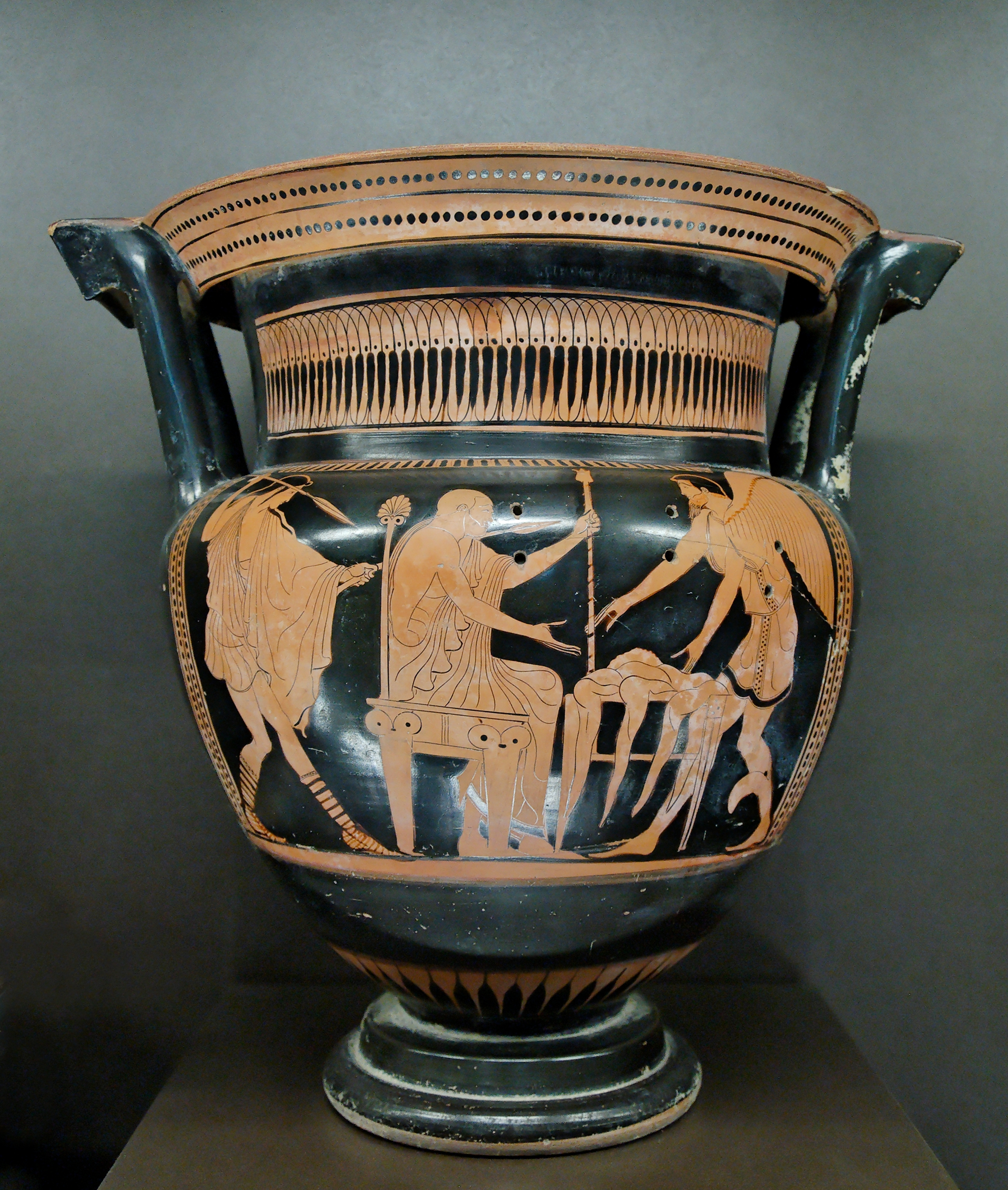
Záchrana Fínea od harpyjí

Fíneus (starořecky Φινέας, latinsky Phineus) je v řecké mytologii jméno dvou postav s problematickým osudem.

## Fíneus – v příběhu o Perseovi
Šlo o bratra aithiopského krále Kéfea, který byl také nápadníkem jeho dcery Andromedy, jež mu byla přislíbena za manželku. Její matka, královna Kassiopeia, přivedla svou pýchou na království trest boha moří Poseidóna. Ten seslal na zemi potopu a navíc mořskou příšeru, jíž musela být pro záchranu království obětována krásná Andromeda. V království se nenašel nikdo, kdo by ji před příšerou zachránil, nenabídl se ani její ženich Fíneus.
Andromedu zachránil hrdina Perseus, který při návratu z těžké a daleké cesty nesl hlavu Gorgony Medúsy. Uviděl přikovanou Andromedu na mořském břehu, se svými kouzelnými střevíci slétl na břeh a od ukrytých královských rodičů se dozvěděl celou historii. Slíbil, že jejich dceru zachrání, dají-li mu ji za ženu. Dostal slib a v těžkém boji obludu přemohl.
Byla uspořádána královská svatba. Na svatební hostinu však vtrhl se svým vojskem Fíneus, podporován zradou královny Kassiopeie. Chtěl získat Andromedu silou. Perseus se statečně vrhl do boje, avšak přesila byla natolik velká, že neváhal a vytáhl na nepřátele z mošny hlavu Medúsy a v okamžiku byli všichni z kamene. Fíneus se odvrátil a prosil Persea o milost, jenže Perseus mu hlavu Medúsy dal před obličej, takže také zkameněl.
Perseus a Andromeda odešli na Serifos, později se vrátili do rodného Argu, kde Perseus dlouho a spravedlivě vládl. První z jeho pěti synů Persés byl prapředkem všech pozdějších perských králů. Z Perseova rodu pochází také největší starořecký hrdina Héraklés.

## Fíneus – v příběhu o Argonautech
Druhý Fíneus byl thrácký král. Šlo o syna sídónského krále Agénora a jeho sourozenci byli bratři Kadmos, Foiníx, Kilix, Thasos a sestra Európa. Jeho první manželkou byla Kleopatra, dcera boha severního větru Borea. Tu však zapudil a oženil se s krásnou, ale špatnou Eidotheou, dcerou mořského boha Prótea.
Fíneus měl věštecký dar, jelikož ho však zneužíval, zbavili ho bohové trůnu a navíc ho potrestali slepotou. Jeho druhá manželka mu namluvila, že za tento trest bohů mohou jeho synové z prvního manželství. Fíneus uvěřil, dal je vsadit do temného žaláře nebo dokonce je nechal oslepit a zaživa zakopat. Za tento hrůzný čin jej bohové znovu potrestali, seslali na něj neukojitelný hlad. A tak pokaždé, kdy usedl ke stolu, přiletěly příšerné Harpyje, napůl ženy a napůl ptáci, část jídla mu sežraly a zbytek pokálely.
Když už byl Fíneus na kost vyhublý, připluli do jeho království Argonauti cestou na výpravě za zlatým rounem. Okřídlení bratři Kalaís a Zétés, bratři jeho první manželky Kleopatry. Ti nejprve zachránili své synovce a potom svými křídly a kouzelnými šípy zahnali Harpyje navždy pryč.
Fíneus se za to Argonautům odvděčil – dal jim dobré rady na další cestu, jak se uchránit před číhajícím nebezpečím cestou do Kolchidy a jak se poté šťastně vrátit domů.